# Лысехино
Лысехино — деревня в Карагайском муниципальном округе Пермского края России.

## История
Известна с 1800 года. До марта 2020 года входила в состав ныне упразднённого Нердвинского сельского поселения Карагайского района.

## География
Деревня находится в западной части края, в пределах одного из северо-восточных отрогов Верхнекамской возвышенности, на берегах реки Юрич, на расстоянии приблизительно 52 километров (по прямой) к северо-востоку от села Карагай, административного центра округа. Абсолютная высота — 147 метров над уровнем моря.
Климат
Климат характеризуется как умеренно континентальный, с продолжительной многоснежной холодной зимой и коротким умеренно тёплым летом. Средняя многолетняя температура самого холодного месяца (января) составляет −15,7 °С (абсолютный минимум — −50 °С), температура самого тёплого (июля) — 17,6 °С (абсолютный максимум — 36 °С). Безморозный период длится в течение 100—130 дней. Среднегодовое количество осадков — 430—450 мм.

## Население
| 2010 |
| ---- |
| 5    |

Половой состав
По данным Всероссийской переписи населения 2010 года в половой структуре населения мужчины составляли 60 %, женщины — соответственно 40 %.
Национальный состав
Согласно результатам переписи 2002 года, в национальной структуре населения русские составляли 100 % из 6 чел.